# Cochranegambiet
Het Cochranegambiet (Eco-code C 42) is in de opening van een schaakpartij een variant van de Russische Opening. Dit gambiet is omstreeks 1850 geanalyseerd door de Schot John Cochrane. De witspeler offert hierbij een paard in ruil voor twee pionnen en een sterk centrum. De beginzetten zijn: 1.e4 e5 2.Pf3 Pf6 3.Pxe5 d6 4.Pxf7
Deze opening werd oorspronkelijk gespeeld om na Kxf7 direct Lc4+ te spelen en snel te ontwikkelen met een leuke stelling; omdat zwart hier echter over d5 beschikt is Kxf7 d4 tegenwoordig de hoofdvariant.
Mocht zwart 5....Pxe4 spelen dan wint wit na 6:Dh5+ g6 7:Dd5+ het stuk terug (met pionwinst).

## In het Koningsgambiet

### Uitleg
Het Cochranegambiet komt ook voor in de schaakopening Koningsgambiet en wel met de zetten 1.e4 e5 2.f4 exf4 3.Pf3 g5 4.Lc4 g4 5.Pe5 Dh4+ 6.Kf1 f3
Eco-code C37.
Dit gambiet is ingedeeld bij de open spelen.